# Agostino Saluzzo (évêque)
Pour l’article homonyme, voir Agostino Saluzzo (doge).
Agostino Saluzzo, né en 1674 et mort en 1747, est un prélat catholique de Corse génoise.

## Biographie
Agostino Saluzzo est né le 2 août 1674, à Albaro, en République Génoise.
Il est nommé évêque d'Aléria le 18 mars 1715, puis évêque de Mariana et Accia le 3 juillet 1720.
Il meurt en 1747, à Sestri Levante, en République Génoise.